# Ледяной дождь в Приморском крае (2020)
Ледяной дождь в Приморском крае — ледяной дождь, произошедший в ночь на 19 ноября над Приморским краем, главным образом над городом Владивостоком и его окрестностями.
Встреча холодной и тёплой воздушных масс привели к превращению дождя в лёд при контакте с холодной поверхностью. Это привело к намерзанию огромной наледи на проводах и деревьях толщиной до 12 мм, что стало причиной массовых сбоев с подачей электроэнергии, отопления, воды и также нанесло большой ущерб природе.

## Хронология событий
18 ноября 2020 года метеорологические службы предупредили о надвигающихся «интенсивных осадках в виде дождя, дождя со снегом, ледяного дождя, а также снега и метели». Жителям порекомендовали работать или учиться в дистанционном формате, также на улицах появилась снегоочистительная техника, большегрузам запретили въезд в город.

Вечером того же дня у побережья Приморья столкнулись южный циклон и отрог Сибирского антициклона. Сильный дождь при минусовой температуре превратился в ледяной дождь, капли мгновенно превращались в лёд при столкновении с холодной поверхностью. Наледь толщиной 12 мм покрыла провода, деревья и прочие объекты. Под весом льда начали обрываться линии электропередачи и связи и даже опоры ЛЭП; автомобили многих жителей получили повреждения.

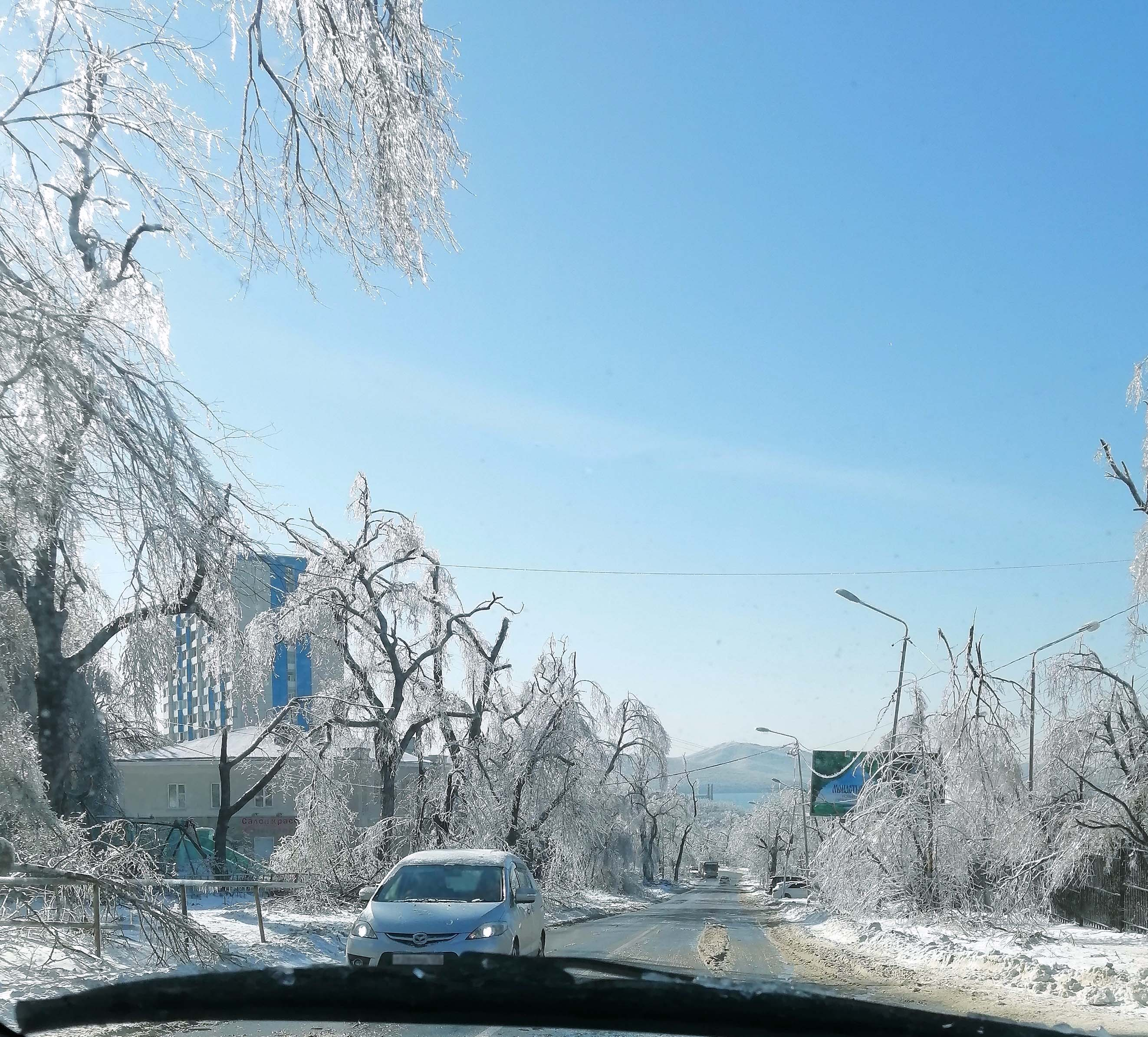
Последствия во Владивостоке. Фотография 21 ноября

Утром следующего дня многие квартиры остались без электричества и отопления, больше всего пострадал Первомайский район — из-за падения двух опор ЛЭП электроэнергии не было около 1 недели. Всего без электричества в городе осталось более 1500 домов, без отопления — 900, без горячей воды — 870, без холодной — от 500. Лишились обеспечения и социально значимые объекты, 60-70 % лесного массива Владивостока было повреждено, под угрозой оказался Ботанический сад. Помимо Владивостока пострадали Артём, Находка и другие населённые пункты, всего без необходимых коммунальных услуг осталось более 180 тыс. человек в более чем 17 тыс. домов в 73 населённых пунктах по всему краю.
19 ноября во Владивостоке ввели режим ЧС, а 20 ноября и во всём крае. Мэрия начала организовывать пункты временного размещения, в которых организовывался обогрев, питание, питьё и психологическая помощь. Михаил Мишустин поручил создать рабочую группу для ликвидации последствий природного катаклизма.
Утром 21 ноября был закрыт мост на остров Русский из-за обледенения вантов. Для поддержания связи острова с материком впервые с 2012 года пустили паром, позже тихоокеанский флот выделил четыре десантных катера для перевозки. Восстановление моста оказалось сильно трудоёмким процессом, из-за чего возвращение движения постоянно откладывалось, окончательно вернувшись 6 декабря. В более худшем положении оказался остров Попова, которому не выделили парома по аналогии с Русским, и чьи линии электропередачи получили такой ущерб, что восстановлению не подлежали.
К 25 ноября электроснабжение Владивостока было полностью восстановлено, но восстановительные работы всё ещё продолжались. В сложной ситуации всё ещё оставались острова в окрестностях города.

## Последствия

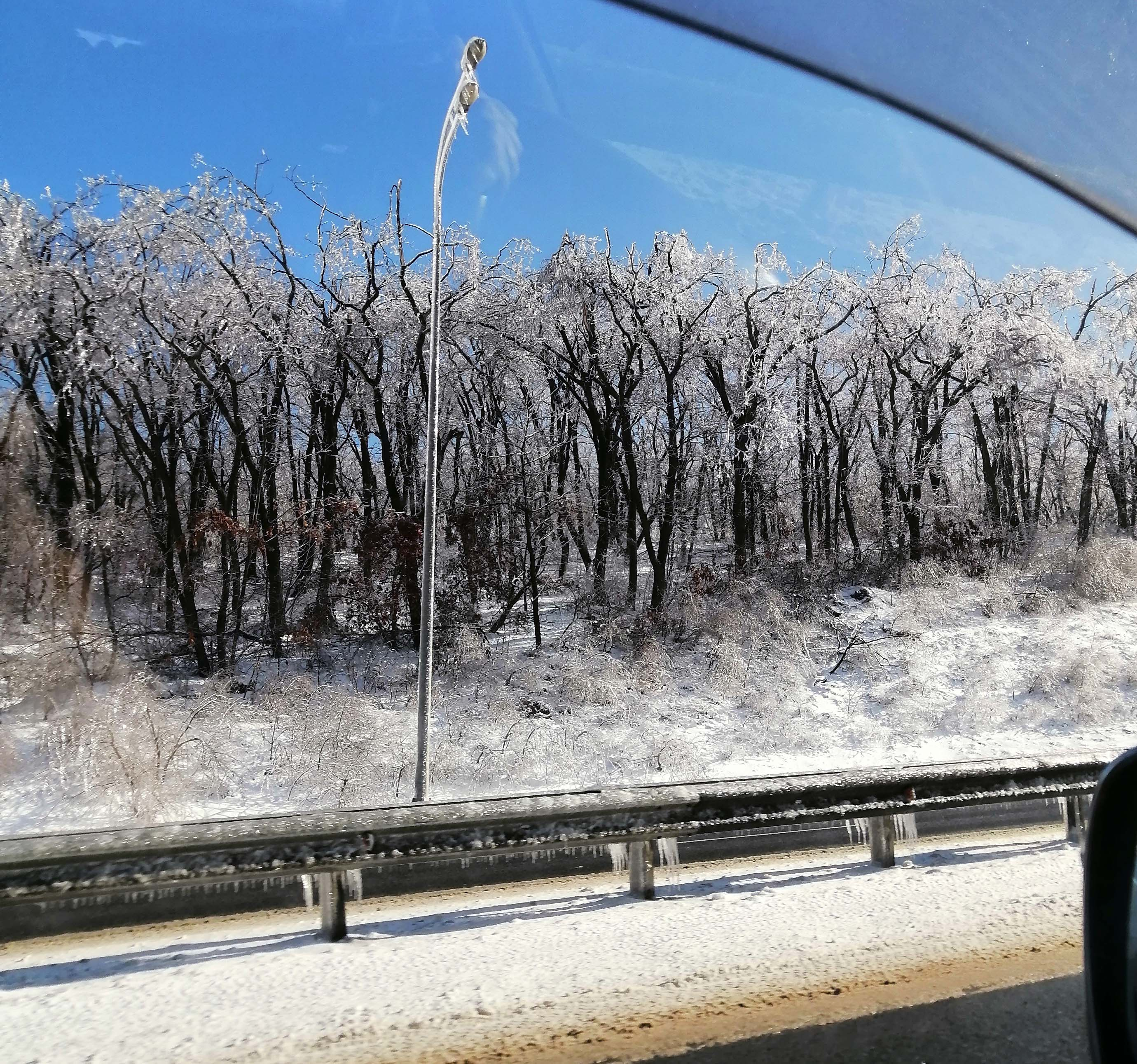
Повреждённый лес

Ущерб, причинённый краю, составил более 1 миллиарда рублей. Из них 619 миллионов составил ущерб предприятиям энергетики и коммунального хозяйства. Вантовая система Русского моста была повреждена, и на её ремонт пришлось выделить более 150 миллионов рублей.
По меньшей мере 663 человека получили травмы, в основном от падающих веток или при падении на скользкую поверхность. Один человек погиб.
Прокуратура Владивостока оценила работу городской администрации как «ненадлежащую и несогласованную». В частности отмечалась плохая подготовка инженерной инфраструктуры и игнорирование вопроса об электроснабжении и транспортной доступности острова Попова.
Российские учёные проанализировав последствия для острова Русский, пришли к выводу, что из-за ледяного дождя обрушилось 80 тыс. кубометров стволов и ветвей, что повысило риск крупного пожара и сделало деревья более уязвимыми для опасных грибов и растений.
После событий Дальневосточная распределительная сетевая компания занялась модернизацией электрической инфраструктуры. Так, весной 2022 года завершились работы над подземным резервным кабелем протяжённостью 3,5 км в Первомайском районе. Специалисты «Владсвет» начали модернизацию уличного освещения.

## Реакция
«Медуза» отмечала, что жители Владивостока были шокированы произошедшим и ничего подобного ранее не видели. Один из местных жителей сравнил произошедшее с боевыми действиями в Приднестровье.
Глава примгидромета Борис Кубай заявил, что схожего циклона в крае не было 30 лет.
Ситуация в крае облетела мировые СМИ, среди которых BBC, DailyMail, France Press, Paris Match и многие другие. Произошедшее описывалось в основном как «полный хаос». The Moscow Times написали, что эксперты связывают циклон с глобальным потеплением.
Пресс-секретарь президента России Дмитрий Песков заявил, что циклон «нанес колоссальный вред городской инфраструктуре, будь то энергетика или другие области ЖКХ» и отметил, что устранить последствия в одночасье не получится.
«РИА Новости» назвало ледяной дождь в Приморье одним из главных событий в российских регионах в 2020 году.